# Maresché
Maresché és un municipi francès situat al departament del Sarthe i a la regió de País del Loira. L'any 2007 tenia 896 habitants.

## Demografia

### Població
El 2007 la població de fet de Maresché era de 896 persones. Hi havia 328 famílies de les quals 72 eren unipersonals (28 homes vivint sols i 44 dones vivint soles), 120 parelles sense fills, 120 parelles amb fills i 16 famílies monoparentals amb fills.
La població ha evolucionat segons el següent gràfic:
Habitants censats

### Habitatges
El 2007 hi havia 382 habitatges, 329 eren l'habitatge principal de la família, 22 eren segones residències i 31 estaven desocupats. 376 eren cases i 5 eren apartaments. Dels 329 habitatges principals, 245 estaven ocupats pels seus propietaris, 83 estaven llogats i ocupats pels llogaters i 1 estava cedit a títol gratuït; 4 tenien una cambra, 14 en tenien dues, 34 en tenien tres, 103 en tenien quatre i 174 en tenien cinc o més. 255 habitatges disposaven pel capbaix d'una plaça de pàrquing. A 135 habitatges hi havia un automòbil i a 165 n'hi havia dos o més.

### Piràmide de població
La piràmide de població per edats i sexe el 2009 era:
| Homes | Edats   | Dones |
| ----- | ------- | ----- |
| 0     | 95 o +  | 0     |
| 0     | 90 a 94 | 16    |
| 0     | 85 a 89 | 16    |
| 12    | 80 a 84 | 4     |
| 20    | 75 a 79 | 8     |
| 4     | 70 a 74 | 20    |
| 12    | 65 a 69 | 8     |
| 12    | 60 a 64 | 20    |
| 32    | 55 a 59 | 20    |
| 16    | 50 a 54 | 32    |
| 32    | 45 a 49 | 4     |
| 20    | 40 a 44 | 32    |
| 24    | 35 a 39 | 16    |
| 24    | 30 a 34 | 28    |
| 16    | 25 a 29 | 16    |
| 12    | 20 a 24 | 12    |
| 16    | 15 a 19 | 16    |
| 12    | 10 a 14 | 28    |
| 24    | 5 a 9   | 16    |
| 28    | 0 a 4   | 12    |

## Economia
El 2007 la població en edat de treballar era de 555 persones, 432 eren actives i 123 eren inactives. De les 432 persones actives 402 estaven ocupades (222 homes i 180 dones) i 30 estaven aturades (10 homes i 20 dones). De les 123 persones inactives 41 estaven jubilades, 44 estaven estudiant i 38 estaven classificades com a «altres inactius».

### Ingressos
El 2009 a Maresché hi havia 338 unitats fiscals que integraven 858,5 persones, la mediana anual d'ingressos fiscals per persona era de 17.301 €.

### Activitats econòmiques
Dels 28 establiments que hi havia el 2007, 1 era d'una empresa de fabricació de material elèctric, 2 d'empreses de fabricació d'altres productes industrials, 7 d'empreses de construcció, 8 d'empreses de comerç i reparació d'automòbils, 1 d'una empresa d'hostatgeria i restauració, 1 d'una empresa financera, 1 d'una empresa immobiliària, 3 d'empreses de serveis, 1 d'una entitat de l'administració pública i 3 d'empreses classificades com a «altres activitats de serveis».
Dels 14 establiments de servei als particulars que hi havia el 2009, 6 eren tallers de reparació d'automòbils i de material agrícola, 1 paleta, 1 guixaire pintor, 3 fusteries, 1 empresa de construcció, 1 perruqueria i 1 agència immobiliària.
L'any 2000 a Maresché hi havia 14 explotacions agrícoles que ocupaven un total de 592 hectàrees.

## Equipaments sanitaris i escolars
El 2009 hi havia una escola elemental integrada dins d'un grup escolar amb les comunes properes formant una escola dispersa.

## Poblacions més properes
El següent diagrama mostra les poblacions més properes.